# Josep Maria Pañella i Alcácer
Josep Maria Panyella i Alcàcer (Torreblanca, 19 d'octubre de 1952) és un polític valencià. Va ser alcalde de Torreblanca entre 1995 i 1999, president del Bloc Nacionalista Valencià entre 2003 i 2016, diputat provincial a la Diputació de Castelló entre 2003 i 2007, i diputat a les Corts Valencianes per Compromís entre 2007 i 2015. És llicenciat en història i ha sigut professor de primària i secundària.

## Biografia
Panyella va nàixer el 1952 en la localitat valenciana de Torreblanca (Plana Alta). Casat i pare d'una filla, és llicenciat en història per la Universitat Nacional d'Educació a Distància i mestre per l'Escola Normal de Magisteri de Castelló. En l'esfera laboral, ha sigut mestre d'educació primària a Sant Andreu de la Barca i Torreblanca i professor de secundària a l'institut també al seu poble natal.
Entre el 1991 i el 2007 va ser regidor de l'Ajuntament de Torreblanca, del qual va ser alcalde de 1995 a 1999. També ha sigut diputat provincial a la Diputació de Castelló entre els anys 2003 i 2007. En els quatre anys que va ser diputat a la Diputació de Castelló, es va caracteritzar per fer una oposició contundent al llavors president de la cambra, Carlos Fabra, qui solia contestar grollerament a les seues declaracions.
Panyella va abandonar la política municipal en 2007, quan va ser escollit diputat a les Corts Valencianes en les eleccions de maig de 2007, a les llistes de la coalició Compromís pel País Valencià. A les eleccions a les Corts Valencianes de 2011 va revalidar el seu escó amb la Coalició Compromís, per la que va ser cap de llista a la circumscripció electoral de Castelló. Entre 2011 i 2015 va ser, juntament amb Enric Morera i Fran Ferri, un dels tres diputats valencians del BLOC dins Compromís.
L'octubre de 2003 va ser elegit president Nacional del Bloc Nacionalista Valencià, càrrec pel que fou reelegit l'any 2008 dins d'una candidatura encapçalada per Enric Morera. Al VII Congrés del BLOC en 2016 no es va presentar per revalidar el càrrec.
A les eleccions a les Corts Valencianes de 2015 va ocupar simbòlicament l'últim lloc de la llista de Compromís per la circumscripció de Castelló.